# 5-ホスホメバロン酸
5-ホスホメバロン酸（5-ホスホメバロンさん、Phosphomevalonic acid、5-phosphomevalonate）は、真核生物がもつメバロン酸経路（Mevalonate pathway）の中間体である。古細菌がもつ変形メバロン酸経路ではこの中間体は生成しない。

## 生合成
5-ホスホメバロン酸はメバロン酸経路でメバロン酸からメバロン酸キナーゼによって合成され、さらに5-ホスホメバロン酸キナーゼによって次の5-ジホスホメバロン酸に変換される。